# Emiliotia
Emiliotia is een geslacht van weekdieren uit de klasse van de Gastropoda (slakken).

## Soorten
- Emiliotia immaculata Ortea, Espinosa & Fernández-Garcés, 2008
- Emiliotia rubrostriata (Rolán, Rubio & Fernández-Garcés, 1997)